# Lithospermum leymebambense
Lithospermum leymebambense är en strävbladig växtart som beskrevs av Weigend, Nürk. Lithospermum leymebambense ingår i släktet stenfrön, och familjen strävbladiga växter. Inga underarter finns listade i Catalogue of Life.